# 2024年5月哈爾科夫導彈襲擊
2024年5月25日，俄羅斯軍隊全日多次對哈爾科夫市發動襲擊，造成大量平民傷亡，其中在大型建築材料超市「Epicentr K」，至少造成19名平民死亡，包括2名兒童，54名平民受傷。 

## 背景
俄羅斯入侵烏克蘭開始後，哈爾科夫屢屢遭到俄軍炮擊。 
此前，俄羅斯軍隊已經在全面入侵中，摧毀位於基輔州布恰、第聶伯羅彼得羅夫斯克州尼科波爾、頓內茨克州馬里烏波爾、赫爾松州赫爾松和切爾尼戈夫州切爾尼戈夫的另外5家大型超市「Epicentr」。 
5月23日，俄軍亦曾向哈爾科夫市發動大規模襲擊，共發射15枚導彈，至少造成7名平民死亡，20名平民受傷。  

## 襲擊

### 學院和汽車襲擊
5月25日0時35分和0時47分，俄軍向哈爾科夫市斯洛博茨基區發射S-300導彈，摧毀部分學院建築，損壞31輛汽車，沒有傷亡報告。 

### 大型超市襲擊
下午16時，俄羅斯軍隊從俄羅斯別爾哥羅德州發射UMPB D30-SN航空炸彈襲擊哈爾科夫市基輔斯基區，並擊中大型建築材料超市「Epicentr K」，造成1.5萬平方米火災，至少造成19名平民死亡，包括2名兒童，54名平民受傷。至少2名死者為該超市員工，另有11名員工未能取得聯繫。大火燃燒16小時後撲滅。
哈爾科夫市地區警察局長弗拉基米爾·蒂莫什科表示，炸彈擊中一個裝有油漆和清漆產品的房間。
烏克蘭哈爾科夫州州長表示，一名男子在襲擊中全身超過50%嚴重燒傷，入院治療後，延至29日離世，令死亡人數增加至19人。
烏克蘭內政部長伊戈爾·克里緬科表示，大型超市的搜尋工作已經於29日結束，警方已確認19具罹難者遺體的身份，當中包括12男7女，其中2人分別是一名17歲男童和一名12歲女童，另有54名平民受傷。搜救期間，16名失蹤者親屬聯繫警方，並提供生物樣本進行檢查。搜救犬在搜救期間，在廢墟中發現一具屍體和導彈碎片。

### 中央文化娛樂公園襲擊未遂
下午17時，俄軍向中央文化娛樂公園發射一枚炸彈，擊中運動場附近區域， 但炸彈沒有爆炸，因此沒有傷亡報告。 

### 密集居民區襲擊
晚上19時，俄軍向一個密集居民區發射一枚S-300導彈，至少造成25名平民受傷，包括一名青少年。

## 事件調查

### 大型超市襲擊
烏克蘭哈爾科夫地區檢察官辦公室在5月27日表示，調查人員在哈爾科夫大型建築材料超市「Epicentr K」附近約80米處發現第三枚未爆炸的航空炸彈，形容如果第三枚炸彈擊中超市並爆炸，可能會有更多受害者。另外，調查人員發現，有證據表明，俄羅斯在襲擊前先使用偵察無人機進行偵察，及後調整對大樓的攻擊，證明俄羅斯故意傷害平民。
哈爾科夫斯洛博達地區檢察官辦公室表示，将依据違反戰爭法規和烏克蘭刑法第438條第1部分展開預審調查。

## 各方反應
乌克兰
- 總統澤連斯基在晚間講話中表示，此次襲擊是俄羅斯瘋狂行為的又一例證，呼籲盟友協助加強防空力量，以確保哈爾科夫和該國其他城市的安全。 [25]

- 外交部長在俄羅斯對哈爾科夫市大型商場襲擊後，呼籲烏克蘭的合作伙伴向烏克蘭提供額外防空和支援。[26]

- 哈尔科夫市長伊戈爾·捷列霍夫宣布將5月27日訂為哀悼日，悼念在「Epicenter K」超市襲擊事件中的遇難者。[20]

 俄羅斯
- 俄羅斯政府並未對襲擊發表評論。

- 俄羅斯國營通訊社「塔斯社」則引述安全部隊消息報道，成功摧毀烏克蘭武裝部隊位於在哈爾科夫購物中心的一個軍事倉庫，但仍未獲得官方確認。[27][28]

 联合国
- 聯合國駐烏克蘭人道主義協調員表示，俄羅斯對哈爾科夫一個大型商場的致命襲擊違反國際法，對事件感到震驚，形容哈爾科夫的居民每天都忍受着不同程度的恐怖。[29]

 欧洲联盟
- 歐盟外交與安全政策高級代表表示，譴責俄羅斯對哈爾科夫大型商場的襲擊，並敦促歐洲向烏克蘭傳送額外的防空系統。[30]

 法國
- 總統馬克龍在社交媒體平台X表示，針對大型超市的襲擊行為，令人無法接受。 [31]